# Victor Sonnemans
Victor Jean Marie Sonnemans, né le 25 octobre 1874 à Bruxelles et décédé le 3 octobre 1962 à Schaerbeek, est un nageur et un poloïste belge.

## Biographie
Sonnemans représente la Belgique pour l'épreuve des équipes en water-polo lors des Jeux olympiques de 1900 à Paris où il est représenté avec neuf autres poloïstes du Brussels Swimming and Water-Polo Club. Il remportera la médaillé d'argent,.